# Harmonicon oiapoqueae
Espèce
Harmonicon oiapoqueae est une espèce d'araignées mygalomorphes de la famille des Dipluridae.

## Distribution
Cette espèce est endémique de Guyane.

## Publication originale
- Drolshagen & Bäckstam, 2011 : Notes on the genus Harmonicon F.O.P.-Cambridge, 1896 (Araneae, Dipluridae) with description of a new species from French Guyana. ZooKeys, vol. 112, p. 89-96 (texte intégral).